# Konstanty Rdułtowski
Konstanty Rdułtowski herbu Ogończyk, ps. „Czernichowski” (ur. 31 stycznia 1880 w Czernichowie Górnym na Nowogródczyźnie, zm. 7 marca 1953 w East Moor, w Wielkiej Brytanii) – polski ziemianin, działacz społeczny, polityk, poseł na Sejm i senator w II RP.

## Życiorys
Urodził się w ziemiańskiej rodzinie Eugeniusza Rdułtowskiego h. Ogończyk i Ludwiki (zm. 1936). Miał braci: Zygmunta (1882–1975) i Jana (1883–1920). Ukończył gimnazjum w Mińsku Litewskim. Następnie studiował na Wydziale Mechanicznym Warszawskiego Instytutu Politechnicznego. Studiów nie ukończył z powodu zamknięcia Instytutu w czasie rewolucji 1905 roku. Po 1905 roku wrócił do rodzinnego gospodarstwa w Czernichowie Górnym, włączył się w działalność społeczną i narodową. Był związany z ruchem strzeleckim. W czasie I wojny światowej służył w Legionach Polskich. W latach 1919–1920 działał w Radzie Polskiej Ziemi Mińskiej. Był tam też prezesem Polskiej Macierzy Szkolnej Ziemi Mińskiej.
Do przełomu 1922/1923 był p.o. starosty powiatu baranowickiego, po czym został przeniesiony na urząd starosty powiatu stołpeckiego. Został prezesem Towarzystwa Rolniczego Baranowickiego, prezesem Izby Rolniczej Nowogródzkiej, potem Wileńskiej. W latach 30. był prezesem oddziału Związku Legionistów Polskich w Turce. Był tam też członkiem rady powiatowej i rady miejskiej, od 1934 roku – burmistrzem.
Od 1928 roku był posłem na Sejm II kadencji (1928–1930). Mandat poselski uzyskał z ramienia BBWR w okręgu nr 61 (Nowogródek).
W 1930 roku został senatorem III kadencji (1930–1935) z województwa krakowskiego i ponownie został wybrany senatorem w IV kadencji (1935–1938), dwukrotnie z województwa lwowskiego. Należał do koła Rolników Sejmu i Senatu. Był wiceprezesem komisji leśnej w Sejmie i Senacie. Członek Rady Głównej Towarzystwa Rozwoju Ziem Wschodnich w 1939 roku.
3 października 1939 roku został aresztowany przez NKWD na dworcu w Baranowiczach. Przebywał w karnych więzieniach w Baranowiczach, Mińsku oraz przejściowo w Swierdłowsku. 28 kwietnia 1940 został skazany z art. 74 kk BSRR - jako element społecznie niebezpieczny na 8 lat łagrów i zesłany do Karabasu (Karaganda), Tałgaru k. Ałma-Aty oraz do Jang-Jul, gdzie był komisarzem ewakuacyjnym Polaków z ZSRR. Wraz z oddziałami polskimi przedostał się na Bliski Wschód, a następnie do Wielkiej Brytanii, gdzie był honorowym działaczem Skarbu Narodowego. W korespondencji do Polski po 1945 roku używał pseudonimu „Czernichowski”.
Od czerwca 1936 roku był mężem Zofii z domu Christow (1905–1985), z którą miał córkę Teresę.

## Ordery i odznaczenia
- Krzyż Komandorski Orderu Odrodzenia Polski[4]
- Krzyż Oficerski Orderu Odrodzenia Polski (7 listopada 1925)[7]